# 海道賢仁
海道賢仁（日语：海道 賢仁，1969年1月25日—），日本電子遊戲設計師，曾就職于索尼电脑娱乐，任第一方開發人員。
海道賢仁早年就職于TAITO株式會社，并首次作爲项目领导人主導開發了一系列遊戲，如Bonze Adventure、Night Striker等。后轉而開發當時世界上第一款家用卡拉OK設備（當時被稱爲MEDIA BOX）。1996年，他作爲項目領導人開發了電子遊戲Cleopatra Fortune。
1997年，海道賢仁加入索尼電腦娛樂公司，參與開發Ape Escape；又分別于2001年和2005年作爲製作人開發了堪称一代经典的ICO和旺達與巨像。
2012年8月，海道賢仁離開索尼電脑娛樂。

## 鏈接
- Interview with EuroGamer.net （页面存档备份，存于）
- Interview with Kikizo.com （页面存档备份，存于）